# Seznam předsedů Nejvyššího soudu Spojených států amerických
Toto je seznam předsedů Nejvyššího soudu Spojených států amerických.
| Předseda Nejvyššího soudu | oficiální foto | Období v úřadu                        | Prezidentská nominace |
| ------------------------- | -------------- | ------------------------------------- | --------------------- |
| John Jay                  |                | 26. září 1789 – 29. červen 1795       | George Washington     |
| John Rutledge             |                | 12. srpen 1795 – 15. prosinec 1795    | George Washington     |
| Oliver Ellsworth          |                | 8. březen 1796 – 15. prosinec 1800    | George Washington     |
| John Marshall             |                | 4. únor 1801 – 6. červenec 1835†      | John Adams            |
| Roger Brooke Taney        |                | 28. březen 1836 – 12. listopad 1864 † | Andrew Jackson        |
| Salmon Portland Chase     |                | 15. prosinec 1864 – 7. květen 1873 †  | Abraham Lincoln       |
| Morrison Remick Waite     |                | 4. březen 1874 – 23. březen 1888 †    | Ulysses S. Grant      |
| Melville Weston Fuller    |                | 8. listopad 1888 – 4. červenec 1910 † | Grover Cleveland      |
| Edward Douglass White     |                | 19. prosinec 1910 19. květen 1921 †   | William Howard Taft   |
| William Howard Taft       |                | 11. červenec 1921 – 3. březen 1930    | Warren G. Harding     |
| Charles Evans Hughes      |                | 24. únor 1930 – 30. červen 1941       | Herbert Hoover        |
| Harlan Fiske Stone        |                | 3. červenec 1941 – 22. duben 1946 †   | Franklin D. Roosevelt |
| Frederick Moore Vinson    |                | 24. červen 1946 – 8. září 1953 †      | Harry S. Truman       |
| Earl Warren               |                | 5. listopad 1953 – 23. červen 1969    | Dwight D. Eisenhower  |
| Warren Earl Burger        |                | 23. červen 1969 – 26. září 1986       | Richard Nixon         |
| William Hubbs Rehnquist   |                | 26. září 1986 – 3. září 2005 †        | Ronald Reagan         |
| John Glover Roberts, Jr.  |                | 29. září 2005 –současnost             | George W. Bush        |